# Nikolaos Skarvelis
Nikolaos „Nikos“ Skarvelis (griechisch Νικόλαος „Νίκος“ Σκαρβέλης; englisch Nicholas Scarvelis; * 2. Februar 1993 in Santa Barbara, Vereinigte Staaten) ist ein griechischer Kugelstoßer US-amerikanischer Herkunft. Seine jüngere Schwester Stamatia Skarvelis ist als Hammerwerferin aktiv.

## Sportliche Laufbahn
Erste internationale Erfahrungen sammelte Nikolaos Skarvelis 2012 bei den Juniorenweltmeisterschaften in Barcelona, bei denen er für die USA startend mit einer Weite von 18,66 m in der Qualifikation ausschied. 2015 nahm er dann für Griechenland an den U23-Europameisterschaften in Tallinn teil und belegte dort mit 18,96 m den sechsten Platz. Im Jahr darauf gelangte er bei den Europameisterschaften in Amsterdam bis in das Finale, in dem er mit 19,55 m den zehnten Platz belegte. Er qualifizierte sich auch für die Olympischen Spiele in Rio de Janeiro, bei denen er mit 19,37 m aber nicht das Finale erreichte. 2018 wurde er bei den Europameisterschaften in Berlin mit 20,11 m Elfter und im Jahr darauf klassierte er sich bei den Halleneuropameisterschaften in Glasgow mit 20,13 m auf dem achten Platz. 2020 stellte er in den Vereinigten Staaten mit 21,05 m einen neuen griechischen Landesrekord auf und im Jahr darauf wurde er bei den Balkan-Meisterschaften in Smederevo mit 18,55 m Achter. 2022 schied er bei den Weltmeisterschaften in Eugene mit 19,55 m in der Qualifikationsrunde aus.
In den Jahren 2018, 2019 und 2021 wurde Skarvelis griechische Meister im Kugelstoßen im Freien sowie 2018 und 2019 in der Halle.

## Persönliche Bestweiten
- Kugelstoßen: 21,05 m, 28. Juni 2020 in Scottsdale (griechischer Rekord)
  - Kugelstoßen (Halle): 20,38 m, 17. Januar 2020 in Iowa City (griechischer Rekord)